# Интернатът
'Интернатът', или 'Интернатът „Черната Лагуна'“ (на испански: El Internado) е испански трилър – мистериозен сериал. Историята в испанския сериал се развива около група тийнейджъри, изпратени да учат в елитен колеж на име „Черната лагуна“, който се намира насред горите близо до голям град. Почти всички в колежа са деца на богатни родители, но имат някаква болезнена тайна от миналото си. Докато се запознават, заобичват или намразват, те разбират, че това не е обикновен колеж. В него започват да се случват зловещи събития, които ще отключат древна легенда, свързана с мястото. Учениците ще трябва да разгадаят мистерията. Сериалът дебютира на 24 май 2007, като продукция на Антена 3. Въпреки че е сниман във високо-разделителен формат (1080i), е предаван в SD формат (680i) по телевизията, но издаван на Блу-Рей дискове. В България сериалът се излъчва по AXN & AXN Crime, като са излъчени
седем сезона.

## Герои
- Ектор Де Ла Вега – Луис Мерло – директор на интерната в първи сезон; брат на Ирене Еспи и чичо на Маркос и Паула.
- Елса Фернандес – Наталия Милан – директор на интерната 2 – 7 сезон.
- Маркос Новоа Пасос – Мартино Ривас – нов ученик в интерната, идва заедно със сестра си, Паула, когато родителите им изчезват; той се опитва да ги намери през цялото време; има връзка с Карол и с Амелия; когато Карол умира той страда много.
- Иван Ноирет – Йон Гонсалес – ученик в интерната от малък; в началото е приятел с Вики, Роке и Каетано и има връзка с Карол, докато не се появява Маркос, с когото в началото има много премеждия но по-късно стават най-добри приятели; Иван е имал трудно детство с баща който е обвинен за малтретиране, може би затова Иван в началото е ужасен грубиян, но се променя с времето; всъщност баща му, Нойрет, не му е истински баща, а го е купил от биологичния баща на Иван, Тони, биологичната майка на Иван, Мария, прекарва цял живот, за да го намери и успява да го направи в интерната; От четвърти сезон до края Иван има връзка с Хулия; в седми сезон заради лекарствата, които пият за вируса, Иван получава страничен ефект – загуба на паметта, което го поставя на истинско изпитание; излекува се първи от интерната с машинта направена от помощника на Вулв.
- Каролина Леал (Карол) – Ана Силия Де Армас – ученичка в интерната от малка; най-добра приятелка с Вики; отначалото е с Иван, но нейната голяма любов е Маркос; тя първа решава да разбере какво се случва в интерната след като техен учител ги предупреждава, че там е опасно, след което другите я последват; в шести сезон когато се знае че в групата има предател всички пидозират нея, дори Маркос, от което тя е много наранена; в опит да разбере кой е предателят, той я бута от петия етаж, заравя я, но тя се оказва жива; на следващия ден звъни на приятелите си е те се опитват да я спасят, но когато пристигат е твърде късно, тя умира в ръцете на Маркос, като съкрушава всички.
- Хулия Медина – Бланка Суарез – ученик в интернатът след като майка ѝ я праща там заради афера с втория ѝ баща; след смъртта на баща ѝ започва да вижда призраци, но майка ѝ не ѝ вярва и дори я вкарва в лудница; когато идва в интернатът започва да вижда призрака на Каетано, който иска да каже на приятелите си кой го е убил, по този начин Хулия се сближава с групичката, освен с Иван, който не ѝ вярва че вижда призраци и я мисли за луда; по-късно двамата с Иван се влюбват; в пети сезон Хулия започва да вижда призрака на осиновителката на Иван, която иска да му каже коя е истинската му майка; в шести сезон започва да вижда момиченце което досущ прилича на Паула, тя се оказва Ева Вулв, дъщерята на Ритер Вулв; този призрак замалко не я убива, но Иван я спасява, когато най-после ѝ повярва за призраците; последния призрак който вижда е на Фермин.
- Виктория Мартинес Гонсалес (Вики) – Елена Фуриасе – също е ученичка в интерната от доста дълго време; в началото е влюбена в Иван, но той не ѝ обръща внимание; в пети сезон има гадже, Начо, но той умира от вируса; Вики е доста добра с компютрите, което много помага на групичката в разследванията им.
- Роке Санчес Навас – Даниел Ретуерта – ученик в интернатът от малък; най-добър приятел с Иван и Каетано и съкрушен е от смъртта на Каетано; в началото е влюбен в Хулия, но тя не изпитва нищо към него, когато Иван и Хулия започват връзка, Роке се сърди на Иван; той е предателят на групата, защото в противен случай Нойрет ще го убие; когато Карол е на крачка да разбере че той е предателят, Роке я убива; в седми сезон когато всички разбират истината, го намразват; по-късно е убит от Гаридо, полковника.
- Фермин/Карлос Алманса – Раул Фернандес – готвач в интернатът; всъщност е там под прикритие, за да открие скрито в интетната съкровище; влюбен е в Мария, с която се женят в седми сезон; Фермин е наричан много пъти супергерой, защото винаги иска да помогне на хората; във всичките си мисии е на крачка от смъртта, но винаги успява да се измъкне; обаче в последния епизод на сериала късметът му изневерява и той бива убит от Гаридо; умира в ръцете на Мария оставяйки дупка в сърцето ѝ.
- Мария Алмаго – Марта Тоне – чистачката в интерната; бяга от лудницата, след като разбира къде че синът ѝ е в „Черната лагуна“; вкарана е в лудница, защото никой не ѝ вярва че има дете и психиатъра ѝ се опитва да я убеди в това; там тя се среща със сина си, Иван, след 16 години; има връзка с Фермин, с когото се жени в седми сезон, след смъртта му в последния епизод тя е съкрушена.
- Хасинта – Ампаро Баро – икономка в интернатът от 40 години; знае много от тайните на това място; тя е като майка за Ектор.
- Паула Новоа Пасос – Карлота Гарсия – сестра на Маркос; тя е много важна за Проекта Близнаци, тъй като кръвта ѝ е модифицирана да бъде защитена от вируса, тя остава единствената незаразена.
- Евелин – Денис Пенакок – най-добра приятелка на Паула
- Камило – Педро Силвера – учител по латински в интернатър; работи за Проекта Близнаци; замалко не умира в края на пети сезон където се запалва и бива обезобразен; умира в седми сезон.
- Амелия – Марта Хазас – учителка на малките в интерната; работи за Проекта Близнаци, за да спаси брат си, който е болен от вируса; пратена е да шпионира Маркос, но се влюбва в него и те имат връзка замалко; убита е от един от Проекта Близнаци, Уго, след като намира лекарствата, с които да се спасят всички.
- Матео Табуретка – Алехандро Бото – учител по математика; работи за Проекта Близнаци; самоубива се след като е погребан жив от Камило.
- Педро – Едуардо Веласко – учител по физическо; има връзка с Елса; обвинен е за убийството на Матео, след като никой не му вярва се самоубива в килията си.
- Жак Нойрет – Карлос Леон – един от основателите на Проекта Близнаци; главен акционер в интерната; осиновител на Иван; Нойрет заразява групичката на сина си, за да ги изнудва за лекарстото; в седми сезон влиза в лудница.
- Нора – Мариона Ривас – шпионка за шефа на Фермин, Саул; спасява Ирене Еспи, но е убита от Камило.
- дон Хоакин – Едуардо МкГрегър – един от създателите на Проекта Близнаци; баща на Елса; убит е от Мартин, в защита на Хасинта и сина си.
- Гнома – Хавиер Ирибарен, Роджер Принсеп – грозният брат на Елса.
- Ирене Еспи/Сандра Пасос – Йоланда Арестрегуй – майката на Маркос и Паула
- Кайетано Монтеро Руис – Фернандо Тиелве, Роджер Принсеп – ученик в интернатът от много време; умира още в първи сезон, Нойрет го убива; явява се като призрак на Хулия, за да каже кой го е убил.

## Сезони
Сериалът има 7 сезона и общо 71 епизода.
Епизодите:
Сезон 1
Епизод 1: Чудовищата не могат да гъделичкат (Los monstruos no hacen cosquillas)
Епизод 2: Всички имат тайни (Todo el mundo tiene un secreto)
Епизод 3: Очи, които не виждат (Ojos que no ven)
Епизод 4: Писмо в бутилка (Un mensaje en una botella)
Епизод 5: Труп в Лагуната (Un cadáver en La Laguna)
Епизод 6: Нощта на Света Исабел (La noche de Santa Isabel)
Сезон 2
Епизод 1: Какво сънуват рибите? (¿Con qué sueñan los peces?)
Епизод 2: Преследване на светулки (Persiguiendo luciérnagas)
Епизод 3: Пръстенът (El anillo)
Епизод 4: Музикалната кутия (La caja de música)
Епизод 5: По азбучен ред (En orden alfabético)
Епизод 6: Да видиш, за да повярваш (Ver para creer)
Епизод 7: Моят приятел, чудовището (Mi amigo el monstruo)
Епизод 8: Северният полюс (El polo norte)
Сезон 3
Епизод 1: Бухалът (El Búho)
Епизод 2: 8 милиметра (8 milímetros)
Епизод 3: Оловният войник (El soldadito de plomo)
Епизод 4: На дъното на морето (En el fondo del mar)
Епизод 5: Животът е сън (La vida es sueño)
Епизод 6: Най-лошият затвор на света (La peor cárcel del mundo)
Епизод 7: Призракът на обезглавената учителка (El fantasma de la profesora decapitada)
Епизод 8: Петимата отмъстители (Los cinco vengadores)
Епизод 9: Нощта на пожара (La noche del fuego)
Сезон 4
Епизод 1: Проклятието (La maldicion)
Епизод 2: Стаята със съкровищата (La sala del tesoro)
Епизод 3: Най-добре пазената тайна (El secreto mejor guardado)
Епизод 4: Предчувствие (Premonicion)
Епизод 5: Екзорсизмът (El exorcismo)
Епизод 6: Написано на звездите (Escrito en las estrellas)
Епизод 7: Добър войник (Un buen soldado)
Епизод 8: Ключът (La llave)
Епизод 9: Еднорогът (El unicornio)
Епизод 10: Точка в морето (Un punto en el mar)
Епизод 11: Нощта на двете луни (La noche de las dos lunas)
Сезон 5
Епизод 1: Тетрадката на доктор Вулф (El Cuaderno del Doctor Wulf)
Епизод 2: Амнезия (Amnesia)
Епизод 3: Торбалан (El Hombre del Saco)
Епизод 4: Годеницата труп (La Novia Cadáver)
Епизод 5: Обещанието (La Promesa)
Епизод 6: Вампирът (El Vampiro)
Епизод 7: Кралят на палубата (El Rey de la Baraja)
Епизод 8: Паула в страната на чудесата (Paula en el País de las Maravillas)
Епизод 9: Последният ден (El Último Día)
Сезон 6
Епизод 1: Чудовищата идват през нощта (Los monstruos vienen de noche)
Епизод 2: Бисквитки с късметче (Las galletas del porvenir)
Епизод 3: Човекът вълк (El hombre lobo)
Епизод 4: Предателството (La traición)
Епизод 5: Танцът на виновните (El baile de los culpables)
Епизод 6: Паула и вълкът (Paula y el lobo)
Епизод 7: Легендата за Ева (La leyenda de Eva)
Епизод 8: Ледената принцеса (La princesa de hielo)
Епизод 9: Извънземният (El extraterrestre)
Епизод 10: Стая номер 13 (La habitación numero 13)
Епизод 11: Магьосникът (El mago)
Епизод 12: Аляска (Alaska)
Епизод 13: След светлината (Después de la luz)
Сезон 7
Епизод 1: Протоколът (El Protocolo)
Епизод 2: Заплахата (La Amenaza)
Епизод 3: Мистериозният мъж (El Hombre Misterioso)
Епизод 4: Съкровището (El Tesoro)
Епизод 5: Центърът на Земята (El Centro de la Tierra)
Епизод 6: Трите венелистчета (Los Tres Pétalos)
Епизод 7: Убийството на Каролина (El Asesino de Carolina)
Епизод 8: Последното желание (El Último Deseo)
Епизод 9: Началото на края (El Principio del Fin)
Епизод 10: Последната доза (La Última Dosis)
Епизод 11: Последните спомени (Los Últimos Recuerdos)
Епизод 12: Докато смъртта ни раздели (Hasta que la muerte nos separe)
Епизод 13: Последният дъх (El Último Aliento)
Епизод 14: Светлината (La Luz)
Епизод 15: Краят (El Fin)